# Przeniesienie (psychologia)
Przeniesienie (niem. die Übertragung) – zjawisko występujące w terapii psychologicznej, opisane po raz pierwszy w nurcie  psychoanalitycznym, a oparte na mechanizmie obronnym przemieszczenia.
Carl Gustav Jung pisze:

Dla każdego, kto zna praktykę psychoterapeutyczną z własnego doświadczenia, proces, który Freud określił mianem przeniesienia, często stanowi trudny problem. Zapewne nie ma przesady w założeniu, że poniekąd wszystkie tak zwane przypadki wymagające dłuższego leczenia, krążą wokół zjawiska przeniesienia oraz że – przynajmniej jak się wydaje – zjawisko to wywiera niemały wpływ na sukces lub niepowodzenie całej terapii [...] O tym, jak wielkie znaczenie przypisywał Freud zjawisku przeniesienia, przekonałem się podczas naszego pierwszego osobistego spotkania w 1907 roku. Po wielogodzinnej rozmowie nastąpiła w końcu chwila przerwy. I wtedy, ni stąd, ni zowąd, Freud zapytał mnie wprost: A cóż pan sądzi o przeniesieniu?. Odparłem z najgłębszym przekonaniem, że jest to alfa i omega metody analitycznej, a na to Freud: Zatem zrozumiał pan sprawę najistotniejszą.

Poglądy na temat przeniesienia skrystalizowały się – w perspektywie historycznej – na tle trwającej w latach 1912–1913 dyskusji na temat kazirodztwa. O ile Freud dostrzegał w nim jedynie życzenie seksualne, o tyle Jung widział to zjawisko w znacznie bardziej rozległym kontekście, dowodząc, że w tym wypadku chodzi o psychiczną dynamikę walki tendencji egzogamicznych i endogamicznych – walki, której punkt kulminacyjny dostrzegał w hierogamicznej koniunkcji przeciwieństw (zjednoczeniu sprzeczności, coincidentia oppositorum).
Zjawisko przeniesienia wyrasta na gruncie związku psychicznego – w wypadku terapii związek ten tworzą pacjent i terapeuta (choć zjawisko to występuje także poza terapią, we wszystkich stosunkach międzyludzkich). Wśród treści nieświadomych szczególną rolę odgrywa przeniesienie na jedno z rodziców płci przeciwnej, zatem – w wypadku syna – na matkę, w wypadku córki zaś na ojca. Przeniesienie w terapii polega na tym, że pacjent rzutuje na terapeutę swoje nieświadome myśli, uczucia, wyobrażenia, sprawiając, iż dochodzi do powstania tzw. „fantazji przeniesieniowej” – treścią tej fantazji może być to, że pacjent na przykład dostrzega w terapeucie swego ojca i tak też go traktuje, przenosząc nań uczucia, jakie ma względem ojca. Tym samym powstaje w trakcie terapii powiązanie odpowiadające pierwotnemu związkowi infantylnemu – zjawisko to Freud określił mianem nerwicy przeniesieniowej.
Dzięki temu pacjent może ponownie i – dzięki pomocy terapeuty – w sposób świadomy przeżyć treści dotychczas wyparte, a zatem spoczywające w stanie nieświadomości. Treści te – ponieważ nieświadome – mogły się stać przyczyną i zalążkiem nerwicy. Terapeuta obserwuje, jak spostrzega go pacjent – staje się to podstawą diagnozy osobowości pacjenta i interpretacji. Dzięki temu konflikty wewnątrzpsychiczne pacjenta mają szansę ujrzeć światło dzienne, mogą być przez pacjenta zrozumiane (uświadomione) i przez to rozwiązane (zlikwidowane).
Przeniesienie nie jest jednak warunkiem koniecznym powodzenia terapii; może ono zapowiadać polepszenie, może zapowiadać pogorszenie, może też wreszcie nic nie znaczyć. Przeniesienie może się w końcu wcale nie pojawić – mówimy wówczas o tzw. „przeniesieniu negatywnym”.
Z przeniesieniem pacjenta ściśle związane jest przeciwprzeniesienie (die Gegenübertragung) terapeuty.